# Petrosia dendyi
Petrosia dendyi är en svampdjursart som först beskrevs av George John Hechtel 1969.  Petrosia dendyi ingår i släktet Petrosia och familjen Petrosiidae.
Artens utbredningsområde är Barbados. Inga underarter finns listade i Catalogue of Life.